# Costești (Vâlcea)
Costeşti è un comune della Romania di 3 447 abitanti, ubicato nel distretto di Vâlcea, nella regione storica dell'Oltenia. 
Il comune è formato dall'unione di 4 villaggi: Bistrița, Costești, Pietreni, Văratici.